# John Jay Report
Il John Jay Report (titolo completo The Nature and Scope of the Problem of Sexual Abuse of Minors by Catholic Priests and Deacons in the United States) è un documento del 2004 commissionato al John Jay College of Criminal Justice dalla Conferenza Episcopale statunitense, volto a studiare l'incidenza dei casi di abusi minorili all'interno della Chiesa cattolica.
Il rapporto ha stabilito che nel periodo 1950-2002 un totale di 10667 persone hanno accusato preti di abusi sessuali minorili. Di questi, la diocesi ha potuto convalidare 6700 accuse contro 4392 sacerdoti statunitensi, circa il 4% di tutti i 109694 sacerdoti che hanno prestato servizio durante il periodo coperto dallo studio. Dei 4392 accusati, 1021 (24%) sono stati segnalati alla polizia, 384 processati, 252 (6%) condannati e più di 100 (2%) hanno ricevuto pene detentive.
Circa la metà delle vittime che ha sporto denuncia, il 50,9%, ha una età compresa tra gli 11 e i 14 anni, 27.3% hanno tra i 15 anni e i 17, il 16% sono bambini e bambine tra gli 8 e i 10 anni e circa il 6% hanno una età sotto i 7 anni. Si noti che secondo la legislazione italiana atti di pedofilia sono compiuti sui minori di 14 anni.
Complessivamente circa il 73% delle vittime che ha denunciato ha 14 anni o è un bambino. È quindi presumibile che gran parte del 4% del clero americano accusato di reati a sfondo sessuale in America abbia compiuto crimini di pedofilia mentre una modesta percentuale abbia compiuto atti di pederastia.
Il rapporto ha anche mostrato come l'81% delle vittime sia maschio – rispetto ad una probabile percentuale del 12% nella popolazione generale – evidenziando così che le situazioni di abuso riguardano principalmente "maschi che abusano di altri maschi", come sottolineato dal sociologo Massimo Introvigne.